# US Cup
L'US Cup (connue également sous le nom de USA Cup, United States Cup et Nike U.S. Cup) était un tournoi international amical de football organisé aux États-Unis de 1992 à 2000 chez les hommes et de 1995 à 2002 chez les femmes. Le tournoi était disputé annuellement excepté les années de Coupe du monde (1994 et 1998) pour les hommes. Il mettait aux prises l'équipe des États-Unis de soccer et trois équipes invitées.
Le tournoi avait été créé à la fois pour entraîner l'équipe américaine et populariser ce sport dans ce pays. Originellement connue comme US Cup, son nom change en Nike U.S Cup après la signature d'un contrat de 10 ans pour 120 millions de dollars liant la firme Nike avec la Fédération des États-Unis de soccer pour sponsoriser l'équipe. En 1995, la Fédération américaine de football met en place l'US Cup féminine qui survivra deux ans après l'abandon du tournoi masculin.

## Format
La compétition est jouée dans un format round-robin où toutes les équipes se rencontrent une fois. En 1999 cependant, le tournoi se déroule en élimination directe (demi-finales puis finales) et comprend donc un match de moins à jouer pour chaque équipe.

## Tournoi masculin

### Palmarès
| Édition | Année | Vainqueur      | Deuxième             | Troisième            | Quatrième      |
| ------- | ----- | -------------- | -------------------- | -------------------- | -------------- |
| 1re     | 1992  | États-Unis     | Italie               | République d'Irlande | Portugal       |
| 2e      | 1993  | Allemagne      | Brésil               | États-Unis           | Angleterre     |
| 3e      | 1995  | États-Unis (2) | Colombie             | Mexique              | Nigeria        |
| 4e      | 1996  | Mexique        | République d'Irlande | États-Unis           | Bolivie        |
| 5e      | 1997  | Mexique (2)    | Danemark             | Pérou                | États-Unis     |
| 6e      | 1999  | Mexique (3)    | États-Unis           | Guatemala            | Bolivie        |
| 7e      | 2000  | États-Unis (3) | République d'Irlande | Mexique              | Afrique du Sud |

### Bilan
3 victoires
- Mexique (1996, 1997 et 1999)
- États-Unis (1992, 1995 et 2000)

1 victoire
- Allemagne (1993)

## Tournoi féminin

### Palmarès
| Édition | Année | Vainqueur                                             | Deuxième                                              | Troisième                                             | Quatrième                                             |
| ------- | ----- | ----------------------------------------------------- | ----------------------------------------------------- | ----------------------------------------------------- | ----------------------------------------------------- |
| 1re     | 1995  | États-Unis                                            | Norvège                                               | Australie                                             | Taipei chinois                                        |
| 2e      | 1996  | États-Unis (2)                                        | Chine                                                 | Japon                                                 | Canada                                                |
| 3e      | 1997  | États-Unis (3)                                        | Italie                                                | Australie                                             | Canada                                                |
| 4e      | 1998  | États-Unis (4)                                        | Brésil                                                | Russie                                                | Mexique                                               |
| 5e      | 1999  | États-Unis (5)                                        | Brésil                                                | Finlande                                              | Corée du Sud                                          |
| 6e      | 2000  | États-Unis (6)                                        | Canada                                                | Mexique                                               | Corée du Sud                                          |
| 7e      | 2001  | édition annulée à cause des attentats du 11 septembre | édition annulée à cause des attentats du 11 septembre | édition annulée à cause des attentats du 11 septembre | édition annulée à cause des attentats du 11 septembre |
| 7e      | 2002  | États-Unis (7)                                        | Australie                                             | Italie                                                | Russie                                                |